# Leningrad (hudební skupina)
Skupina Leningrad (rusky Группировка Ленинград, Gruppirovka Leningrad) je rocková skupina z Petrohradu (bývalém Leningradu – odtud název), nejznámější představitel ruského ska-rocku, třebaže její repertoár namnoze přesahuje toto žánrové vymezení. V Rusku i některých dalších postsovětských státech, patří k nejpopulárnějším skupinám – nejen pro melodie a často provokativní texty, ale i pro zajímavé videoklipy, které mají na webu stovky milionů zhlédnutí.
Skupina byla založena v roce 1997 v Petrohradě a brzy se proslavila svými chytlavými písněmi s vtipnými texty, v nichž ovšem poměrně hojně užívá argotických výrazů a vulgarismů. Častým námětem písní je typicky ruský „existenciální alkoholismus“. Hlavní tváří skupiny je zpěvák a textař Sergej „Šnur“ Šnurov. Zvuk kapely vytváří především velký počet dechových nástrojů (trubka, saxofony, trombón, tuba). Někteří členové působí paralelně i v jiných rockových a ska formacích, Šnurov sám si nakrátko založil skupinu, s níž vydal jedno CD, obsahující písně, které pro údajně nadměrnou vulgaritu nebyla ochotna hrát ani jeho mateřská kapela. 
Skupina Leningrad je známa svými přirozeně anarchistickými postoji, občas se dotkne i politických témat (např. píseň Svoboda, Свобода), což jí vyneslo zákaz účinkování na všech větších akcích v Moskvě, vyhlášený samotným starostou Lužkovem. Není výjimkou, že jeden i více členů skupiny občas absolvují koncert v podroušeném stavu. K nejzdařilejším albům skupiny patří Piraty XXI. veka (Пираты XXI века, 2002) a Dlja milionov (Для миллионов, 2003).
V roce 2005 vystupoval Leningrad společně s Tiger Lillies, dohromady natočili i album.
Zhruba v letech 2002–2004 úspěšně vystupovala v Praze a okolí revivalová skupina téhož jména, hrající převzatý repertoár Leningradu pouze v tříčlenném obsazení a bez použití dechových nástrojů (pouze kazoo).

## Řadová alba
- Pulja (Пуля, 1999) – O.G.I. Records
- Mat bez električestva (Мат без электричества, 1999) – Gala Records
- Dačniki (Дачники, 2000) – Gala Records
- Made in žopa (Маде ин жопа, 2001) – Gala Records
- Pulja + (Пуля +, 2001) – Gala Records (2 CD)
- Piraty XXI. veka (Пираты XXI века, 2002) – Gala Records
- Točka (Точка, 2002) – Gala Records
- Dlja millionov (Для миллионов, 2003) – Мистерия звука
- Babarobot (Бабаробот, 2004) – Мистерия звука & ШнурОК
- Huinya (2005) (společně s The Tiger Lillies) – Мистерия звука & ШнурОК
- Chleb (Хлеб, 2005) – Мистерия звука & ШнурОК
- Babje leto (Бабье лето, 2006) – Мистерия звука & ШнурОК
- Avrora (Аврора, 2007) – Мистерия звука & ШнурОК